# 大仲清治
大仲清治（1934年—）出生於奈良縣。原職業棒球選手，原演員。

## 參與作品

### 電影
- 空中大怪獸拉頓（1956年）
- 氣體人間第一號（1960年）
- 金剛對哥斯拉（1962年）（パシフィック製薬社員・大安丸船員）
- 三大怪獸 地球最大決戰（1964年）
- 大冒険（1965年）
- 怪獸大戰爭（1965年）（自衛隊員）
- 科學怪人的怪獸 山達對蓋拉（1966年）（海上保安部職員）
- 哥斯拉·伊比拉·魔斯拉 南海大決鬥（1966年）（赤イ竹隊員）
- 金剛的逆襲（1967年）（輸送船船員）
- 怪獸島決戰 哥斯拉之子（1967年）（哥斯拉）
- 怪獸總進擊（1968年）
- 緯度0大作戰（1969年）